# Hlavačov (Choceň)
Hlavačov je zaniklý hrad, který stával 2,3 kilometru severozápadně od náměstí v Chocni v Pardubickém kraji. S hradem nelze s jistotou spojit žádný písemný pramen, ale podle archeologického výzkumu byl založen nejspíše panovníkem na přelomu první a druhé poloviny třináctého století a zanikl požárem v první polovině čtrnáctého století. Jeho zbytky jsou chráněny jako kulturní památka.

## Historie
Původní název lokality je neznámý, ale je možné, že se hrad jmenoval Choceň. Choceňský hrad je znám z písemných pramenů, ale vzhledem ke komplikované problematice feudálních sídel v okolí města (mj. Vranov a Zítkov) je obtížné spojit jednotlivé prameny s konkrétní lokalitou. Archeologické nálezy kladou dobu vzniku hradu na přelom první a druhé poloviny třináctého století, ale není jasné, kdo byl tehdejším majitelem Chocně. Pravděpodobně jím byl panovník, ale nelze vyloučit ani šlechtické založení.
V roce 1292 král Václav II. daroval četná území okolo Chocně zbraslavskému klášteru, který si o šest let později stěžoval na králův záměr postavit v Chocni hrad. V té době už Hlavačov existoval, ale nebyl součástí panovníkovy donace klášteru. Král si tedy hrad nejspíše ponechal a jeho záměrem byla spíše obnova staršího objektu. Nejspíše od začátku čtrnáctého století hrad Choceň patřil Mikulášovi z Potštejna, jehož purkrabím byl roku 1330 zmíněný Hynek z Chocně. Hrad zanikl požárem v první polovině čtrnáctého století, patrně v roce 1338 během vojenské akce Karla IV. Požár dokládají popisy nalezených přitesaných pískovcových kamenů, cihel, prejzů, mazanice a malty se stopami ohoření.

## Popis
Lokalita patří ke hradům přechodného typu. Archeologickým výzkumem byly zjištěny dvě stavební fáze, přičemž dochované pozůstatky opevnění patří fázi druhé. Původní opevnění zaniklo a pravděpodobně se sesunulo po svahu v důsledku nestabilního podloží. Zachovala se jen plocha hradního areálu, která byla vyrovnána navážkou prolévanou maltou. Ve druhé stavební fázi tedy došlo k posunutí opevnění do vnitřní části hradu.
Hrad byl jednodílný a měl přibližně lichoběžný půdorys. Ze tří stran ho obklopoval z větší části dochovaný příkop a mohutný vnější val. Ve strmém svahu nad řekou byl příkop s valem založen níže ve svahu. Vnitřní zástavba je neznámá. Archeologicky bylo doloženo několik kůlových jam a zahloubený objekt nejasného rozsahu a podoby. Nalezená vypálená mazanice dokládá existenci hrázděných staveb. Podél západní strany se nachází přibližně dva metry vysoký val, pokládaný v minulosti za pozůstatek stavby, ale archeologický výzkum tuto domněnku vyvrátil.